# Kiss Me Deadly (Album)
Kiss Me Deadly ist das dritte Studioalbum der englischen Punkrock-Band Gen X. Es wurde von Keith Forsey produziert und am 23. Januar 1981 im Vereinigten Königreich herausgegeben. Es war das letzte Album, das vor der Auflösung der Band veröffentlicht wurde.

## Hintergrund
Kiss Me Deadly zeigte eine wachsende Komplexität in der Songwriting-Partnerschaft von Leadsänger Billy Idol und Bassist Tony James. Das Thema des Albums ist die unruhige Komplexität des Lebens in der westlichen Großstadtwelt am Ende des 20. Jahrhunderts, mit Reflexionen über das Stadtleben, soziale Isolation und Drogenmissbrauch.
Der Text zu „Dancing with Myself“ wurde von einem Besuch in einem Tokioter Nachtclub im Jahr 1979 inspiriert:

„Irgendwann musste ich daran denken, wie wir einige Wochen zuvor auf einer Promo-Tour in Tokio in ein paar Discos gewesen waren, in denen die Kids mit ihren eigenen Spiegelbildern tanzten wie bei Saturday Night Fever. Ich hatte zu Tony gesagt: »Hey, they’re dancing with themselves – die tanzen mit sich selbst.« Und er hatte geantwortet: »Das könnte ein Songtitel sein.« Ausgehend von dieser Erinnerung bastelte ich einen Refrain mit E-A-H im 4/4-Takt und fragte mich, ob man darauf nicht auch einen Text legen könnte. Als Tony kam, zeigte ich ihm, was ich hatte, und wir schrieben ein paar Zeilen über eine Nacht in einem Club irgendwo auf der Welt, in dem ein einsamer Tänzer den Spiegel mit seinen eigenen sinnlichen Bewegungen erfüllt.“

„Happy People“ wurde von einem Zeitungsartikel über den zunehmenden Konsum des Medikaments Valium in der damaligen britischen Gesellschaft inspiriert.
In „Poison“ ging es um Idols zunehmenden Heroinkonsum und die psychologischen Gefahren, die er in dem Lebensstil spürte.

„Ein
Zeitungsartikel nannte zum Beispiel die britischen Valium-Konsumenten
»the happy people«, und wir schrieben unter diesem Titel einen dubbigen
Song mit tiefem Bass. Außerdem schrieb ich die Lyrics und die Musik für
einen Song namens »Poison«, über Smack und den Geisteszustand, in den
es einen versetzt. Obwohl ich mich mit Anlauf auf die Rutschbahn in den
Abgrund geworfen hatte, wusste irgendetwas in mir doch, dass es falsch
und gefährlich war. Das alles machte mir schwer zu schaffen. Jetzt, wo die
Bühnenscheinwerfer verblassten, standen wir vor der Frage, was wir mit
dem Rest unseres Lebens anfangen sollten.“

„Heavens Inside“ wurde über Steve New geschrieben, den sich Idol und James als Gen X-Gitarristen gewünscht hatten, bis sie die Idee aufgrund von News Drogenabhängigkeit aufgaben.

## Produktion
Kiss Me Deadly wurde 1980 in den AIR Studios in London aufgenommen und von Keith Forsey produziert.
Mehrere ihrer Songs wurden aus den Aufnahmesitzungen von Generation X 1979 in den Olympic Studios für das gescheiterte dritte Album der Band gerettet, während derer sie sich heftig gestritten hatten (die ursprünglichen Aufnahmesitzungen wurden 1998 nachträglich unter dem Titel „Sweet Revenge“ veröffentlicht). Idol und James hatten die Gruppe anschließend mit einem neuen Schlagzeuger (Terry Chimes), einem geänderten Namen und einer Anpassung an das Erscheinungsbild und den Sound der entstehenden New Romantic-Bewegung umbenannt.
Der Albumtitel wurde einem früheren Generation X-Song entnommen und sollte danach eine Rückkehr zum lyrischen Inhalt dieser Zeit (d. h. „Singen über Dinge, die wir persönlich wussten“) signalisieren, was als künstlerischer Fehltritt des zweiten Albums der Band, Valley of the Dolls (1979), angesehen wurde.
Gen X waren während der Aufnahme von Kiss Me Deadly ohne Leadgitarristen und nutzten die prominenten Gastgitarristen John McGeoch, Steve Jones, Steve New und Danny Kustow, wobei die beiden letzteren nicht offiziell auf dem Cover erwähnt wurden. Der Gitarrist James Stevenson wurde auf dem Cover als Teil der Band erwähnt, trat jedoch erst nach der Aufnahme des Albums bei und spielte nicht auf der Platte. Bei mehreren Songs arbeiteten verschiedene Gitarristen zusammen, wechselten zwischen Lead und Rhythmus und schufen so eine dynamische Verschmelzung unterschiedlicher Spielstile.
Die einzige Single des Albums, „Dancing with Myself“, erreichte bei der Vorveröffentlichung vor dem Album im Oktober 1980 Platz 60 der britischen Single-Charts.

## Titelliste
Alle Titel wurden von Billy Idol und Tony James geschrieben, sofern nicht anders angegeben.
| Nr. | Titel               | geschrieben von | Länge |
| --- | ------------------- | --------------- | ----- |
| 1.  | Dancing with Myself |                 | 3:45  |
| 2.  | Untouchables        | Idol            | 3:37  |
| 3.  | Happy People        |                 | 4:28  |
| 4.  | Heavens Inside      | Idol            | 2:56  |
| 5.  | Triumph             | Idol            | 3:24  |

| Nr. | Titel            | geschrieben von           | Länge |
| --- | ---------------- | ------------------------- | ----- |
| 1.  | Revenge          |                           | 4:19  |
| 2.  | Stars Look Down  |                           | 4:39  |
| 3.  | What Do You Want |                           | 4:04  |
| 4.  | Poison           |                           | 2:59  |
| 5.  | Oh Mother        | Idol, James, Terry Chimes | 3:33  |

Auf der 2005 veröffentlichten CD sind folgende Bonus-Tracks enthalten:
| Nr. | Titel                                                                          | Länge |
| --- | ------------------------------------------------------------------------------ | ----- |
| 11. | Hubble, Bubble, Toil and Dubble (B-Seite der 12"-Single "Dancing with Myself") | 8:28  |
| 12. | Loopy Dub (B-Seite der 12"-Single "Dancing with Myself")                       | 5:04  |
| 13. | Ugly Dub (B-Seite der 12"-Single "Dancing with Myself")                        | 3:07  |
| 14. | From the Heart (From Live at the Paris Theatre '78 & '81)                      | 2:19  |
| 15. | Andy Warhol (From Live at the Paris Theatre '78 & '81)                         | 3:28  |